# Автотипия
Автотипия (от др.-греч. αὐτός — сам + τύπος — отпечаток) — технология преобразования полутоновых изображений в штриховые при помощи оптических растров, применяемая для их полиграфического воспроизведения способами, не способными воспроизводить полутона напрямую.
Размеры растровых элементов выбираются такими, чтобы при визуальном восприятии изображения в нормальных условиях они сливались в сплошной тон. Растр может быть как линейчатым, так и точечным. В наиболее светлых местах изображения точки имеют наименьший диаметр при максимальных пробелах, и постепенно увеличиваются с заполнением белых промежутков по мере усиления тона.

## История
Автотипия изобретена в 1878 году Шарлем Гийомом Пети и быстро получила распространение в газетной, а затем и в журнальной полиграфии. Впервые автотипия была использована для полутоновой печати 4 марта 1880 года в Нью-Йоркской газете Daily Graphic (по другим данным первой стала New-York Tribune от 21 января 1879 года). Автотипия стала основой высококачественной полутоновой печати как в чёрно-белой, так и в цветной полиграфии при высокой и плоской печати любых разновидностей. В настоящее время подавляющее большинство иллюстрированных изданий используют автотипию для воспроизведения изображений.

## Технология
Перевод полутонового изображения в штриховое растрированное изначально производился оптическими методами. Для этого с помощью крупноформатного фотоаппарата делается репродукция оригинала сквозь специальный растр, размещённый вплотную перед фотоматериалом. Первые растры, разработанные Георгом Мейзенбахом, состояли из мелких параллельных линий, а съёмка велась в две экспозиции, между которыми растр поворачивался на 90°, образуя сетчатый узор. В дальнейшем растры начали изготавливать из двух зеркальных стёкол, на каждом из которых под углом 45° с помощью плавиковой кислоты были протравлены канавки с частотой 40—100 линий на сантиметр. Канавки заполнялись непрозрачной краской, после чего стёкла склеивались канадским бальзамом, образуя сетку.
При съёмке сквозь точечный растр за счёт небольшого зазора между ним и фотоэмульсией каждый элемент сетки отображается нерезким кружком рассеяния. Благодаря высокому контрасту использованного фотоматериала (в настоящее время фототехнической плёнки), элементы изображения в светах отображаются на полученном негативе чёрным пятном максимального размера. Напротив, теневые элементы, получившие наименьшую экспозицию, отображаются точками наименьших размеров или вообще отсутствуют. При использовании линейчатого растра полутона воспроизводятся переменной шириной линий, максимальная ширина которых соответствует теням изображения.
После лабораторной обработки негатива он используется для изготовления типографского клише с помощью цинкографии или других способов, включая офсетные матрицы. При этом растровые точки преобразуются в печатающие элементы, а промежутки между ними — в пробельные. Точечный растр ориентируется на чёрно-белом изображении с таким расчётом, чтобы линии расположения точек были наклонены к сторонам изображения под углом 45° для уменьшения заметности. Линии линейчатых растров располагаются горизонтально, но из-за большой заметности такие растры используются ограниченно мелкими типографиями.
Современная технология предпечатной подготовки предусматривает растрирование вычислительными средствами PostScript. При этом цифровые оригиналы перекодируются из полутоновых в штриховые непосредственно во время вёрстки или вывода плёнок. Кроме монохромных изображений автотипия эффективна для воспроизведения цветных изображений с высоким качеством. При этом растры цветоделённых частичных изображений совмещаются таким образом, чтобы точки одной из них попадали в пробелы между точками остальных трёх. Правильная взаимная ориентация растров позволяет избежать муаровых эффектов на изображении.